# Chicago Sky 2013
La stagione 2013 delle Chicago Sky fu l'8ª nella WNBA per la franchigia.
Le Chicago Sky vinsero la Eastern Conference con un record di 24-10. Nei play-off persero la semifinale di conference con le Indiana Fever (2-0).

## Roster
| N° | Naz.                   | Ruolo | Sportivo             | Anno | Alt. | Peso |
| -- | ---------------------- | ----- | -------------------- | ---- | ---- | ---- |
| 1  | Stati Uniti (bandiera) | A     | Tamera Young         | 1986 | 188  | 77   |
| 5  | Stati Uniti (bandiera) | G     | Sharnee' Zoll        | 1986 | 170  | 67   |
| 7  | Stati Uniti (bandiera) | G     | Shay Murphy          | 1985 | 180  | 74   |
| 8  | Stati Uniti (bandiera) | A     | Swin Cash            | 1979 | 185  | 80   |
| 10 | Stati Uniti (bandiera) | G     | Epiphanny Prince     | 1988 | 175  | 76   |
| 11 | Stati Uniti (bandiera) | A     | Elena Delle Donne    | 1989 | 196  | 85   |
| 14 | Stati Uniti (bandiera) | G     | Allie Quigley        | 1986 | 178  | 64   |
| 17 | Stati Uniti (bandiera) | C     | Avery Warley         | 1987 | 191  | 82   |
| 22 | Stati Uniti (bandiera) | G     | Courtney Vandersloot | 1989 | 173  | 59   |
| 25 | Stati Uniti (bandiera) | A     | Michelle Campbell    | 1984 | 188  | 83   |
| 30 | Stati Uniti (bandiera) | C     | Carolyn Swords       | 1989 | 198  | 95   |
| 34 | Stati Uniti (bandiera) | C     | Sylvia Fowles        | 1986 | 198  | 91   |

## Staff tecnico
- Allenatore: Pokey Chatman
- Vice-allenatori: Jeff House, Christie Sides
- Preparatore atletico: Natalie Meckstroth
- Preparatore fisico: Ann Crosby